# Kodarma
Kodarma é um cidade no distrito de Kodarma, no estado indiano de Jharkhand.

## Geografia
Kodarma está localizada a 24° 28′ N, 85° 36′ L. Tem uma altitude média de 375 metros (1230 pés).

## Demografia
Segundo o censo de 2001, Kodarma tinha uma população de 17 160 habitantes. Os indivíduos do sexo masculino constituem 53% da população e os do sexo feminino 47%. Kodarma tem uma taxa de literacia de 63%, superior à média nacional de 59,5%: a literacia no sexo masculino é de 71% e no sexo feminino é de 53%. Em Kodarma, 17% da população está abaixo dos 6 anos de idade.